# Jorge Torres López
Jorge Juan Torres López, né le 20 février 1954 à Saltillo, Coahuila, est un homme politique mexicain, membre du Parti révolutionnaire institutionnel (PRI). Il est gouverneur de l'État de Coahuila en 2011.

## Biographie
Juan Torres est diplômé en administration des entreprises de l'Institut de technologie et d'études supérieures de Monterrey.
Au sein de la municipalité de Saltillo, il est trésorier de 2000 à 2002 puis contrôleur de 2002 à 2005, alors qu'Humberto Moreira Valdez est maire. En décembre 2005, quand ce dernier devient gouverneur de Coahuila, Juan Torres est nommé secrétaire aux finances de l'État. Il est ensuite maire de Saltillo de juillet 2008 à décembre 2009. 
En janvier 2010, il revient au gouvernement de l'État de Coahuila comme secrétaire au développement social. Après la démission d'Humberto Moreira de son poste de gouverneur, Juan Torres est désigné le 4 janvier 2011 par le Congrès de l'État comme gouverneur pour achever le mandat qui s'achève le 30 novembre de la même année.
En raison de ses liens avec les cartels de la drogue, il est poursuivi pour blanchiment d'argent aux États-Unis et ses propriétés et comptes bancaires sont placés sous séquestre. Arrêté puis extradé en 2019 vers Corpus Christi, au Texas, il est condamné à trois ans de prison en juin 2021.